# Cerrojo rotativo

Funcionamiento del cerrojo rotativo.

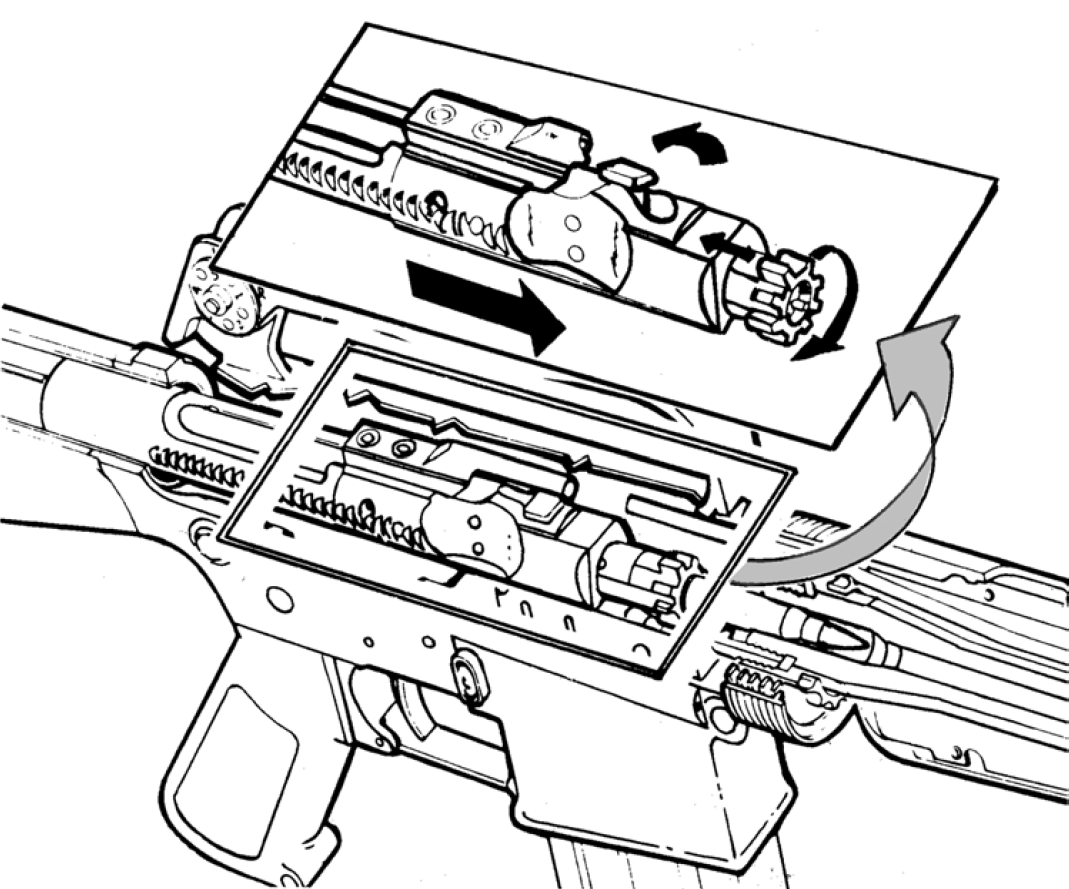
Cerrojo del M16 bloqueado.

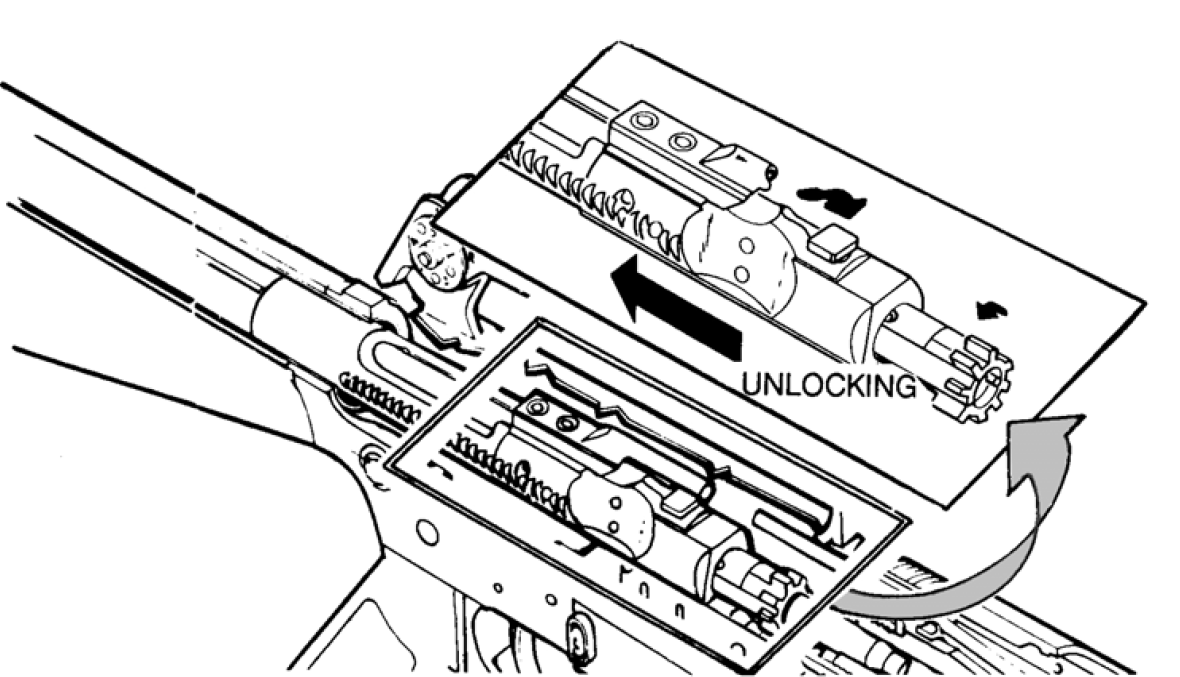
Cerrojo del M16 desbloqueado.

Radial-delayed blowback.

El cerrojo rotativo (también llamado cerrojo rotatorio o cerrojo giratorio) es un método de acerrojado para armas de fuego. Johann Nikolaus von Dreyse desarrolló el primer cerrojo rotativo en 1836 para el fusil Dreyse. El Dreyse se cierra mediante la manija del cerrojo en lugar de tetones en la cabeza de este como en el Mauser 98 o el M16. El primer fusil de cerrojo rotativo con dos tetones en la cabeza del cerrojo fue el Lebel Modelo 1886.
Ferdinand Ritter Von Mannlicher, que había desarrollado anteriormente un fusil de cerrojo rectilíneo no rotativo, desarrolló el Mannlicher M1895, un fusil de cerrojo rectilíneo rotativo, el cual fue entregado al Ejército austrohúngaro. Mannlicher desarrolló entonces el fusil Mannlicher 1900, que tenía un cerrojo rotativo y era accionado por gas mediante un pistón. Esta fue la inspiración para las posteriores armas con recarga accionada por gas, semiautomáticas o de fuego selectivo (tales como el M1 Garand, M14, M16, L85A1/A2 y AK-47/74) en las que el cerrojo, al entrar en contacto con la recámara, gira y se fija en su lugar, manteniéndose ahí por los tetones unidos a la recámara o a la extensión del cañón.
Tras el cierre, el cerrojo pasa a través de las ranuras cortadas en la parte frontal de la prolongación del cañón, y luego gira, quedando fijado en su lugar. El cerrojo permanece así hasta que la acción sea activada, ya sea manualmente por el tirador o mecánicamente mediante el gas creado por el disparo del fusil que empuja la varilla de funcionamiento o el portacerrojo, que hace girar al cerrojo y lo suelta de la recámara, para que pueda retirarse con el fin de extraer y eyectar el casquillo vacío, e introducir un nuevo cartucho en la recámara.
La portilla de gas, que dosifica una porción de los gases de combustión a la acción del cerrojo, se encuentra usualmente tanto a la mitad del cañón como cerca de la boca del cañón del arma. De esta manera funciona como un retardador, asegurándo de que el cerrojo permanezca fijado hasta que la presión de la recámara haya bajado a un nivel seguro.
Los cerrojos rotativos se encuentran en armas accionadas por gas, por retroceso, de cerrojo, de palanca y de corredera. Otra variante es el retroceso retardado, donde solo el cabezal del cerrojo gira mientras el percutor golpea, cerrando la recámara hasta que la presión del gas alcance un nivel seguro para extraer. Mientras el percutor retrocede, el cabezal del cerrojo gira en sentido antihorario y se suelta de la recámara.

## Armas con cerrojo rotativo
- M1 Garand, fusil semiautomático accionado por gas.
- Fusil Lebel Modelo 1886, fusil de cerrojo.
- Mannlicher M1895, fusil de cerrojo rectilíneo.
- M16, fusil de asalto accionado por gas.
- AK-47, fusil de asalto accionado por gas.
- Remington Modelo 8, fusil accionado por retroceso.
- Chauchat, ametralladora ligera accionada por retroceso.
- Remington Modelo 7600, fusil de corredera.
- SR-47, fusil de asalto accionado por gas
- CMMG Mk 45 Guard
- OTs-14 Groza
- Indumil Galil ACE
- Galil Córdova
- IMI Tavor
- IMI Galil
- Carabina M4
- FN SCAR
- Heckler & Koch G36
- Heckler & Koch HK416